# Лейтон (станція метро)
51°33′24″ пн. ш. 0°00′19″ зх. д. / 51.556667° пн. ш. 0.005278° зх. д.
Лейтон (англ. Leyton) — станція Центральної лінії Лондонського метрополітену. Станція знаходиться у Лейтоні, Волтем-Форест, Лондон, у 3-й тарифній зоні, між метростанціями — Лейтонстоун та Стратфорд. В 2018 році пасажирообіг станції — 12.04 млн пасажирів

## Історія
- 22. серпня 1856: відкриття станції як Лов-Лейтон, у складі  Eastern Counties Railway[3]
- 27. листопада 1867: перейменування на Лейтон
- 5. травня 1947: відкриття трафіку Центральної лінії
- 6. травня 1968: завершення товарного трафіку[4]

## Пересадки
- На автобуси London Buses маршрутів: 58, 69, 97, 158, W14, 339, W15 та нічний маршрут N26

## Послуги
| Попередня станція | Лінія | Лінія                             | Лінія | Наступна станція |
| ----------------- | ----- | --------------------------------- | ----- | ---------------- |
| Лейтонстоун       |       | Лондонське метро Центральна лінія |       | Стратфорд        |